# ستيوارت بلاك (منافس ألعاب قوى)
ستيوارت بلاك (بالإنجليزية: Stuart Black)‏ هو منافس ألعاب قوى نيوزيلندي، ولد في 8 فبراير 1908 في Stratford, New Zealand ‏ في نيوزيلندا، وتوفي في 20 فبراير 1989 في نيو بلايموث في نيوزيلندا.

## وصلات خارجية
- ستيوارت بلاك على موقع أوليمبيديا (الإنجليزية)
- ستيوارت بلاك على موقع اللجنة الأولمبية النيوزيلندية (الإنجليزية)